# Keresztesek tere
A Keresztesek tere (Křižovnické náměstí) Prága Óvárosában a Károly híd és a Klementinum között van a Királyi úton; Európa egyik legszebb kisterének tartják. Délről a Colloredo-Mansfeld-palota határolja, nyugatról (a folyó felől) pedig az Óvárosi hídfőtorony.
A közvélekedés szerint a tér, valamint a belőle induló Keresztesek utcája keresztes lovagokról kapta nevét, ezért gyakran „Keresztes lovagok tere”, illetve „Keresztes lovagok utcája” néven emlegetik. Ez a népetimológia egyik tévedése: a tér és az utca névadói valójában a Vörös Csillagkeresztes Lovagok rendjének szerzetesei voltak.
Innen nyílik a Károly híd múzeum bejárata, és itt mehetünk le a Velencei rakpartra, ahonnan megtekinthetjük a Judit híd hajdani nulladik ívét. A tértől dél felé a rakpart folytatása (Smetanovo nábřeží) Bedřich Smetana nevét viseli.

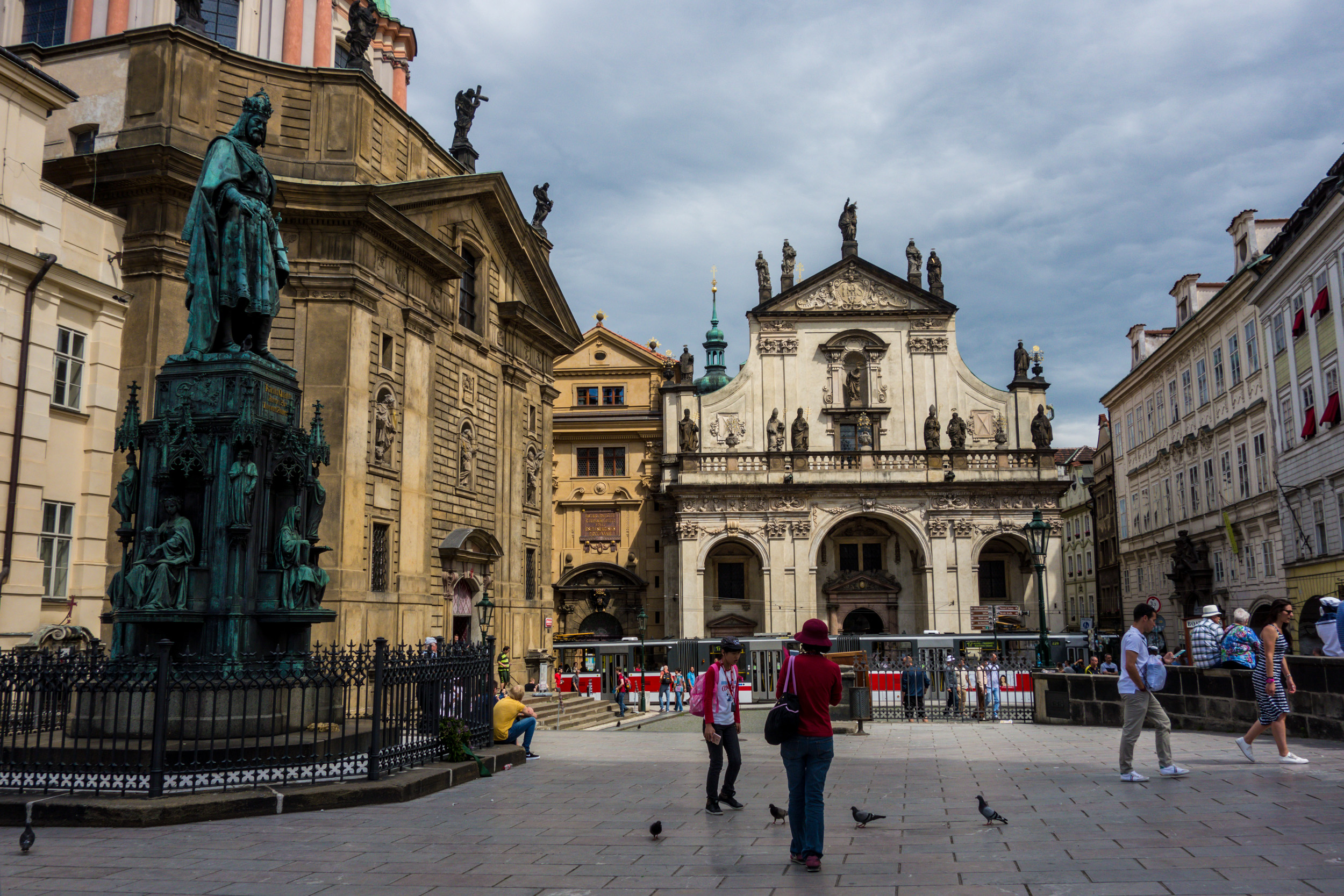
IV. Károly szobrával (balra), a Szent Ferenc-templommal, a Legszentebb Megváltó templomával és a Colloredo-Mansfeld-palotával (jobbra)

## Története
A középkorban itt folyt Moldva egyik ága, és a tér nagy része sziget (Křižovnický ostrov) volt. A mai teret a 16. században alakították ki. A Judit híd hídtornyának téglafalát beépítették a Szent Ferenc-templomhoz kapcsolódó kolostor falába.
A tér jelenlegi formája 1848-ból származik, amikor szűkítették a folyó medrét, és lefedték a Judit híd megmaradt íveit.

## Látnivalók, építészeti érdekességek
A tér északi oldalán áll a korabarokk Szent Ferenc-templom (kostel svatého Františka z Assisi, eredeti nevén Kreuzherrenkirche, azaz keresztesek temploma) Jean-Baptiste Mathey francia építész tervei alapján 1679–1689 között építette Giovanni Domenico Canevalle. Nyugati oldalához simul a keresztesek generálisának korabarokk, 1661–1662 között épült háza, amelyre 1846-ban még egy emeletet húztak. Stukkódíszeit Giovanni Pietro Palliari és Giovanni Bartolomeus Cometa műhelyeiben készítették.
A tér keleti oldalán a Legszentebb Megváltó temploma (Kostel Nejsvětějšího Salvátora) áll.
Vele szemben, a hídfőben áll az Óvárosi hídfőtorony (Staromestská mostecká věž).
A Szent Ferenc-templom előtt, díszes neogótikus talapzaton áll IV. Károly emlékműve. Ezt Jakob Bär, a Vörös Csillagkeresztes Lovagok elöljárójának felkérésére készítette Ernst Julius Hähnel (Arnošt Hähnel) drezdai szobrász 1844-ben. 1848-ban, a Károly Egyetem alapításának 500. évfordulóján szerették volna felavatni, de az összszláv kongresszus alatti diáklázadások miatt a ceremóniát 1851. január 31-ére halasztották.
A tér másik szobra a Vincellér-oszlop tetején áll, és szent Vencelt ábrázolja. Johann Georg Bendl alkotását 1676-ban állították fel.

## Fordítás
- Ez a szócikk részben vagy egészben  a   Křižovnické náměstí című cseh Wikipédia-szócikk ezen változatának fordításán alapul.  Az eredeti cikk szerkesztőit annak laptörténete sorolja fel. Ez a jelzés csupán a megfogalmazás eredetét és a szerzői jogokat jelzi, nem szolgál a cikkben szereplő információk forrásmegjelöléseként.